# 渠头村
渠头村，是山西省晋城市泽州县巴公镇下辖的一个村。
2019年1月21日，渠头村公布为第七批中国历史文化名村。
2019年6月6日，渠头村公布为第五批中国传统村落。